# Slezský voláč
Slezský voláč je plemeno holuba domácího, pocházející ze Slezska. Současný slezský voláč se ještě nedávno dělil na několik samostatných plemen: v Německu se slezský voláč choval v rázu celobarevném a bílém, v českém Slezsku vznikl slezský voláč straka, slezský voláč lysý a slezský voláč bělouš, kteří měli samostatné vzorníky, tedy standardy plemene. V současnosti jsou tato plemena spojena pod názvem slezský voláč a jsou považována za jeho rázy. Je oblíbený a hojně chovaný především v Německu. V seznamu plemen EE a v českém vzorníku plemen náleží mezi voláče, a to pod číslem 0323.

## Historie
Slezský voláč je staré plemeno, které se na území Slezska chovalo už od nepaměti. Jeho původ je nejasný, ale někteří němečtí autoři ho považují za plemeno vycházející ze staroněmeckého voláče. V době vzniku slezského voláče byla většina obyvatelstva Slezska německé národnosti a byli to hlavně Němci, kdo toto plemeno choval. Ze Slezska se voláč rozšířil do celého Německa a německý vliv je na plemeni patrný dodnes. Německý slezský voláč byl chován v rázu celobarevném a bílém, rázy bělouš, straka a lysý byli sice uznáváni za slezského voláče, ale se samostatným vzorníkem. Klub chovatelů slezských voláčů byl v Německu založen už v roce 1913.
V Československu byl během světových válek chov okrasných holubů téměř zdecimován, v Českém Slezsku se však chov voláčů udržel. Slezský voláč byl spíše označením skupiny plemen.

### Slezský voláč bělouš
Slezský voláč bělouš, neboli voláč bělouš, bylo plemeno středního voláče, ale mezi slezskými voláči patřil k největším. Vyznačoval se též dobrou volatostí. Oblastí vzniku bělouše bylo Opavsko. Bělouš se vyznačoval voletem hruškovitého nebo válcovitého tvaru, dlouhými zády, širokou hrudí a nohama střední délky. Byl to dobrý letec a otužilý pták, kterému vyhovovaly i drsné klimatické podmínky, dobře polařil a byl velmi plodný. Původním využitím se jednalo o užitkového holuba do volných chovů, ale postupem času se začal klást důraz na exteriérové znaky, jako je elegantní postava, volatost a čistota zbarvení peří.
Slezský voláč bělouš měl typickou barvu opeření: základní pruhové zbarvení je ředěné. Modrý bělouš má základní barvu šedě stříbřitou, na křídlech jsou dva černé pruhy, konce letek a ocasní pruh jsou černé. Červený bělouš je téměř bílý, s narůžovělým odstínem a načervenalým voletem se zeleným leskem. Na křídlech jsou dva červené pruhy. Žlutý bělouš je také téměř bílý se smetanově nažloutlým nádechem, vole je nažloutlé se zlatým leskem a na křídlech jsou dva žluté pruhy. Plavý červenopruhý ráz, zvaný též kotlák, má základní barvu světle červenošedou, vole a křídelní pruhy jsou červené a na voleti je bronzový lesk. Červenopruhý ráz je smetanově bílý s červenými pruhy na křídlech, žlutopruhý ráz je podobný, ale základní barva je světlejší a křídelní pruhy jsou světle žluté.

### Slezský voláč lysý
Slezský voláč lysý, též voláč lysý, byl střední voláč silné tělesné stavby s poněkud slabším hrudníkem než měl bělouš. Oblastí vzniku voláče lysého bylo Opavsko a v druhé polovině 20. století se jednalo o ohrožené plemeno. Barva typická pro slezského voláče lysého vlastně neodpovídá názvu plemene, protože správně se jedná o bělohlávka: jeho hlava je bílá s barevným rozhraním probíhajícím rovně od koutků zobáku středem očí do záhlaví. Horní polovina zobáku je světlá, dolní odpovídá zbarvení peří, oko je vikvové, obočnice růžové až červené. Choval se v množství rázů, z nichž některé zcela vymizely nebo se chovaly jen velmi zřídka.

### Slezský voláč straka
Slezský voláč straka, též voláč straka, byl ze slezských voláčů nejmenší a nejméně volatý. Chovala se vzácně na Opavsku, odkud pochází, a v Německu. Hlavním rozdílem oproti ostatním plemenům středních voláčů je opět kresba: holub je barevný, ale křídla, s výjimkou barevného sedla, jsou bílá. Choval se v barvě černé, modré, červené, žluté a stříbřité.

## Současný slezský voláč

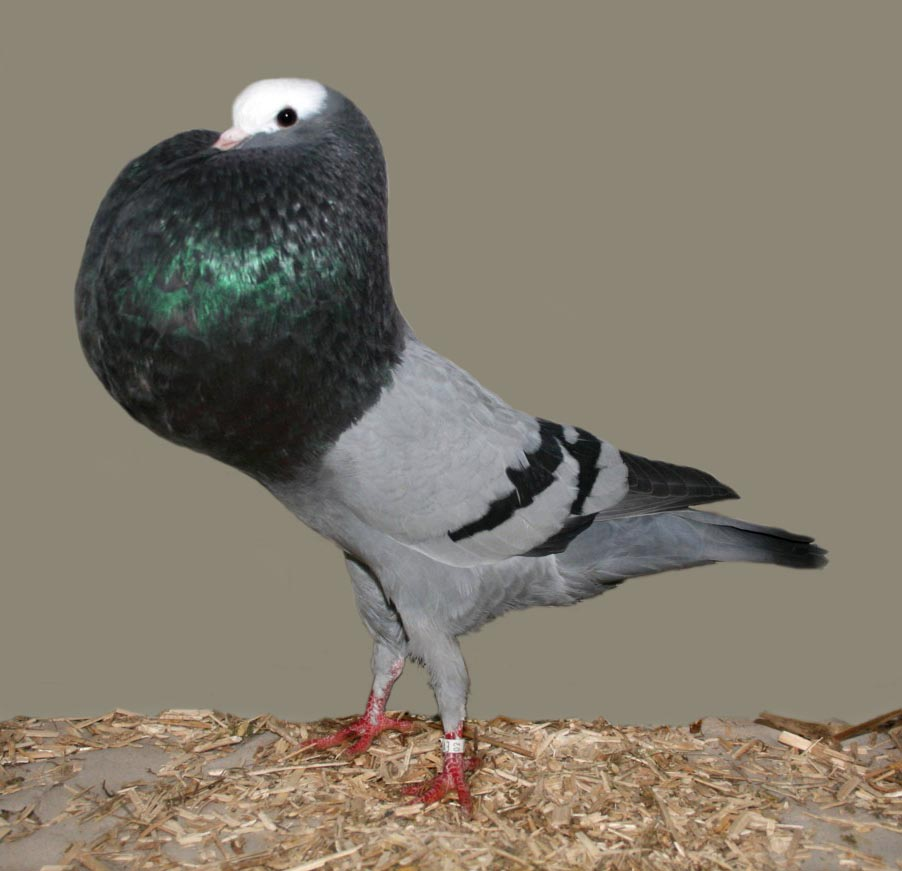
Slezský voláč lysý modrý pruhový

Moderní slezský voláč je štíhlý holub se vzpřímeným postojem a silnější stavbou těla. Mezi středními voláči má větší tělesný rámec. Od špičky zobáku ke konci ocasu měří 38-42 cm, přičemž 3/5 jeho délky tvoří přední část těla. Hlava je mírně klenutá, hladká, oční duhovka je žlutá až oranžová, tmavá u bílých, lysých a mniších holubů. Obočnice jsou nenápadné, zbarvené podle barvy okolního opeření, zobák má střední délku a je spíše slabý. Krk je pokud možno co nejdelší. Slezský voláč má velké hruškovité vole, u hrudi podvázané a nafouklé až pod zobák, v přední části je rozšířené a vyduté až na šíji ptáka. Postava holuba je elegantní, hruď není příliš široká, hrudní kost je delší, záda jsou dlouhá, ramena nepříliš široká či vystupující. Nohy jsou středně dlouhé, vždy neopeřené, bérce mají být mírně viditelné.
Všechny barevné rázy slezského voláče by měly být vyrovnané v typu. Slezský voláč byl zušlechtěn křížením s anglickými a brněnskými voláči, elstry i dalšími plemeny, v Česku byl přikřížen též slovenský voláč.

### Barevné rázy
Celkem se slezský voláč chová v 73 barevných a kresebných rázech:
- Plnobarevný: Plnobarevní slezští voláči jsou v Česku zatím chovaní méně.[3] Mezi plnobarevné rázy patří bílý, černý, červený a žlutý recesivní, bezpruhý, pruhový a kapratý ráz v barvách modré a stříbřité, červeně plavé a žlutě plavé. Dále se chová v andaluském zbarvení a jako černý tygr.
- Bělouš: Mezi bělouše patří modrý pruhový bělouš, bělouš modrý bezpruhý a kapratý, červeně plavý pruhový bělouš a červenopruhý a žlutopruhý bělouš.
- Lysý: Vyskytuje se ve všech jednobarevných rázech s výjimkou bílého
- Mnich: Mnich se podobá voláči lysému, ale rozhraní bílé a barevné barvy prochází několik milimetrů pod okem
- Straka: Vyskytuje se v barvě černé, modré, červené a žluté a jako černý dominantní opál.